# جشنواره فیلم کن ۱۹۶۴
هفدهمین دوره جشنواره فیلم کن نخل طلای این دوره به فیلم چترهای شربورگ ساختهٔ ژاک دمی رسید.

## برندگان
- نخل طلا: چترهای شربورگ توسط ژاک دمی
- جایزه هیئت داوران جشنواره فیلم کن: زن در ریگ روان (فیلم) توسط تشیگاهارا هیروشی
- جایزه بهترین بازیگر مرد جشنواره فیلم کن:
  - آنتال پاگر برای Pacsirta
  - سارو اورزی برای Sedotta e abbandonata
- جایزه بهترین بازیگر زن جشنواره فیلم کن:
  - باربارا باری برای One Potato, Two Potato
  - آن بنکرافت برای کدو خور